# Grevenbrück
Grevenbrück ist ein Ortsteil von Lennestadt im Kreis Olpe und liegt nahe der Mündung des Veischedebaches in die Lenne. Grevenbrück ist über die Bundesstraßen 55 und 236 zu erreichen. In der Nähe liegen die Orte Elspe, Altenhundem und Bilstein.
Mit 3673 Einwohnern zum 30. Juni 2020 ist Grevenbrück nach Altenhundem der zweitgrößte Ortsteil von Lennestadt. Der Anteil der ausländischen Bewohner liegt mit 10,9 % über dem des Stadtgebiets (9,4 %).

## Geschichte

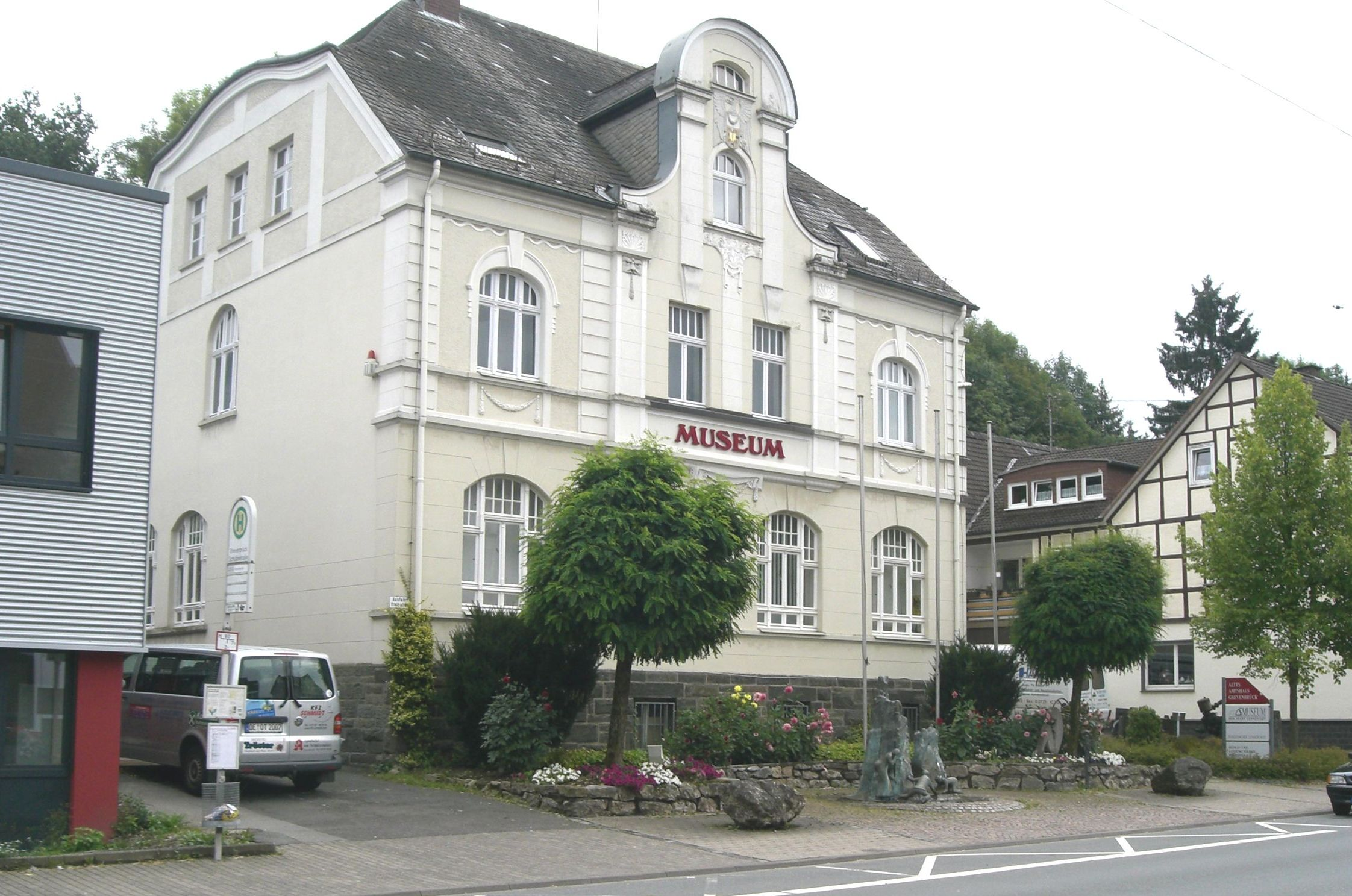
Altes Amtshaus in Grevenbrück, heute Museum der Stadt Lennestadt

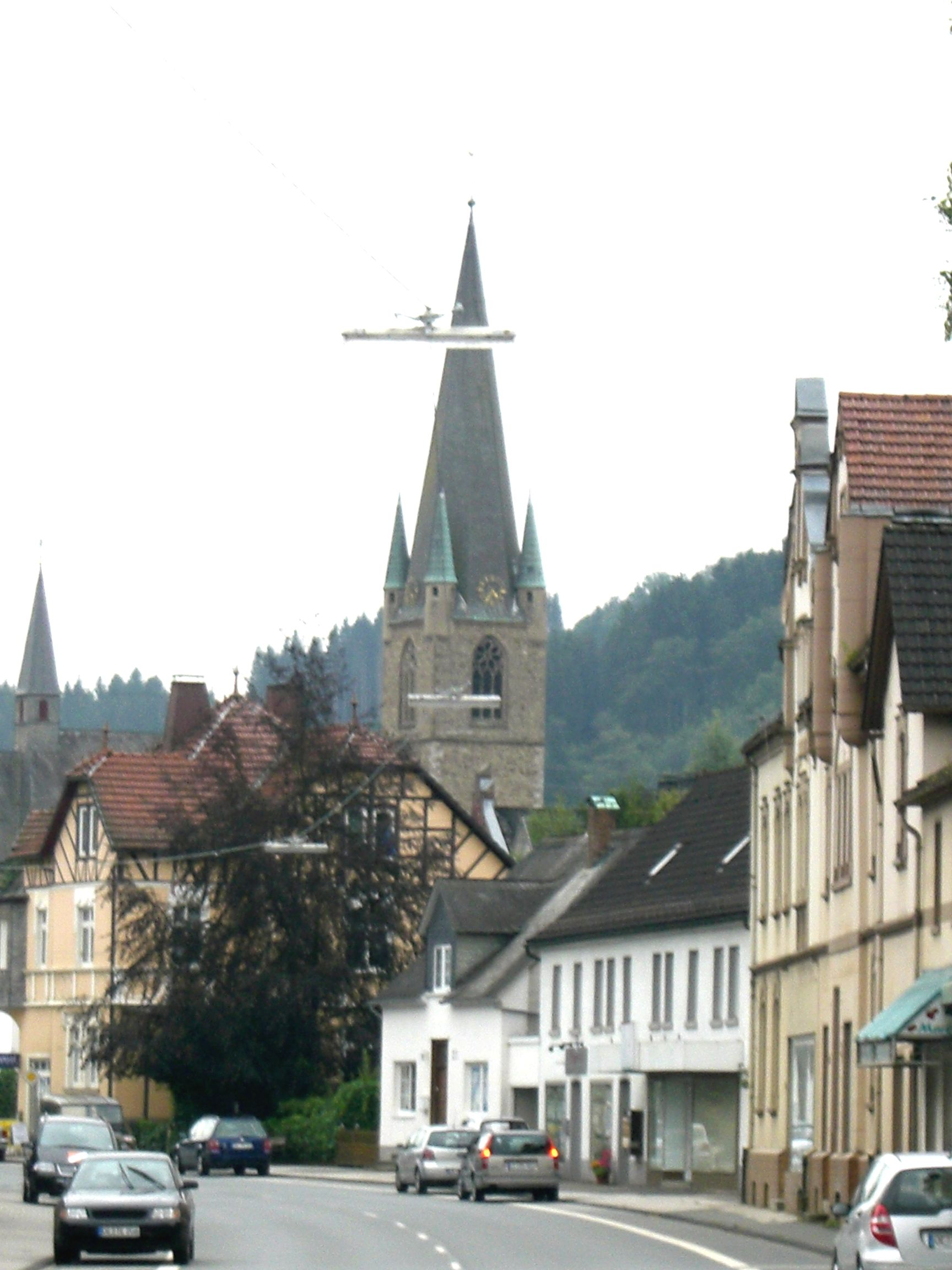
Die Kölner Straße in Grevenbrück mit St. Nikolaus

Der heutige Ort Grevenbrück ist aus den Teilen Förde und Grevenbrück entstanden. Der historisch bekanntere Ort ist Förde und dessen Burg. Förde lag um die katholische Kirche St. Nikolaus an der Veischede; heute erinnert daran noch der dortige Förder Platz. Grevenbrück lag gut 1 km weiter nördlich am Bahnhof in der Nähe der Lenne. Am 24. Dezember 1930 wurde die damalige Gemeinde Förde in Grevenbrück umbenannt. Grevenbrück verdankt seinen Namen der „Grafenbrücke“, einem wichtigen Lenneübergang, an dem sich die alten Fernwege „Römerweg“ und „Heidenstraße“ kreuzten. Eine erste hölzerne Brücke über die Lenne ist seit 1395 nachweisbar.
Im 12. Jahrhundert und im ersten Viertel des 13. Jahrhunderts war die Burg Förde Sitz der Edelherren von Gevore, welche die Grafengewalt im Bereich des südlichen Sauerlandes innehatten. Die Burg Förde war deshalb auch unter dem Namen Burg Gevore bekannt – später wurde der Name Peperburg allgemein gebräuchlich.
Die Existenz der Burg und der Edelherren von Gevore ist spätestens in einer Urkunde aus dem Jahre 1140, welche die Übertragung von Lehen an das Kloster Flechtdorf (Waldeck) durch den Kölner Erzbischof Arnold zum Inhalt hat, zweifelsfrei nachgewiesen. Zu den in der Urkunde unter den Edelleuten aufgeführten Zeugen zählt auch ein Henricus de Gyvore.
Im Jahr 1225 verlegten die Edelherren von Gevore ihren Herrschaftssitz auf die neu errichtete Burg Bilstein. Die Burg Förde bzw. Peperburg wurde in der Folgezeit zunehmend dem Verfall überlassen. Heute sind nur noch Mauerreste des ehemaligen Herrschaftssitzes zu sehen. Auf Betreiben des Heimat- und Verkehrsvereins Grevenbrück e. V. konnten im Zeitraum 1980 bis 1986 unter der Leitung des Westfälischen Museums für Archäologie Ausgrabungen an der Burg durchgeführt werden. Die rund 3000 ergrabenen Fundstücke konnten der Zeit zwischen 1150 und 1275 zugeordnet werden. Die Funde waren eine wichtige Grundlage für die Errichtung eines Heimatmuseums.
Das Museum der Stadt Lennestadt wurde schließlich im Jahr 1983 mit der Dauerausstellung „Moderne Zeiten – Vom Leben im Sauerland 1850–1955“ im Alten Amtshaus Grevenbrück eröffnet. Das unter Denkmalschutz stehende Gebäude wurde 1910 als Königlich Preußisches Katasteramt Förde im Kreis Olpe errichtet. Seit 1939 diente es über drei Jahrzehnte hinweg als Verwaltungssitz für das Amt Bilstein und wurde nach der Gemeindereform von 1969 noch von der Stadtverwaltung Lennestadt genutzt.
Mit Fertigstellung des neuen Rathauses im Ortsteil Altenhundem im Jahr 1983 fand sich eine neue Verwendung des Gebäudes als Museum der Stadt Lennestadt. Wichtige Ausstellungsstücke sind neben einer Anzahl heimatbezogener Gegenstände, Bilder und Dokumentationen die bereits erwähnten Fundstücke der Grabungen an der Peperburg. Der Heimat- und Verkehrsverein Grevenbrück e. V. verpflichtete sich, den regelmäßigen ehrenamtlichen Aufsichtsdienst im Museum zu organisieren und sich um die Vervollständigung der Sammlung zu kümmern.
Bereits im Jahr 1879 wurde das Amtsgericht Bilstein nach Förde verlegt. Nachdem es zwischenzeitlich Amtsgericht Grevenbrück hieß, wurde es 1969 mit der Gründung der Stadt Lennestadt in Amtsgericht Lennestadt umbenannt. 2006 wurde ein neues Gebäude errichtet.

## Wirtschaft

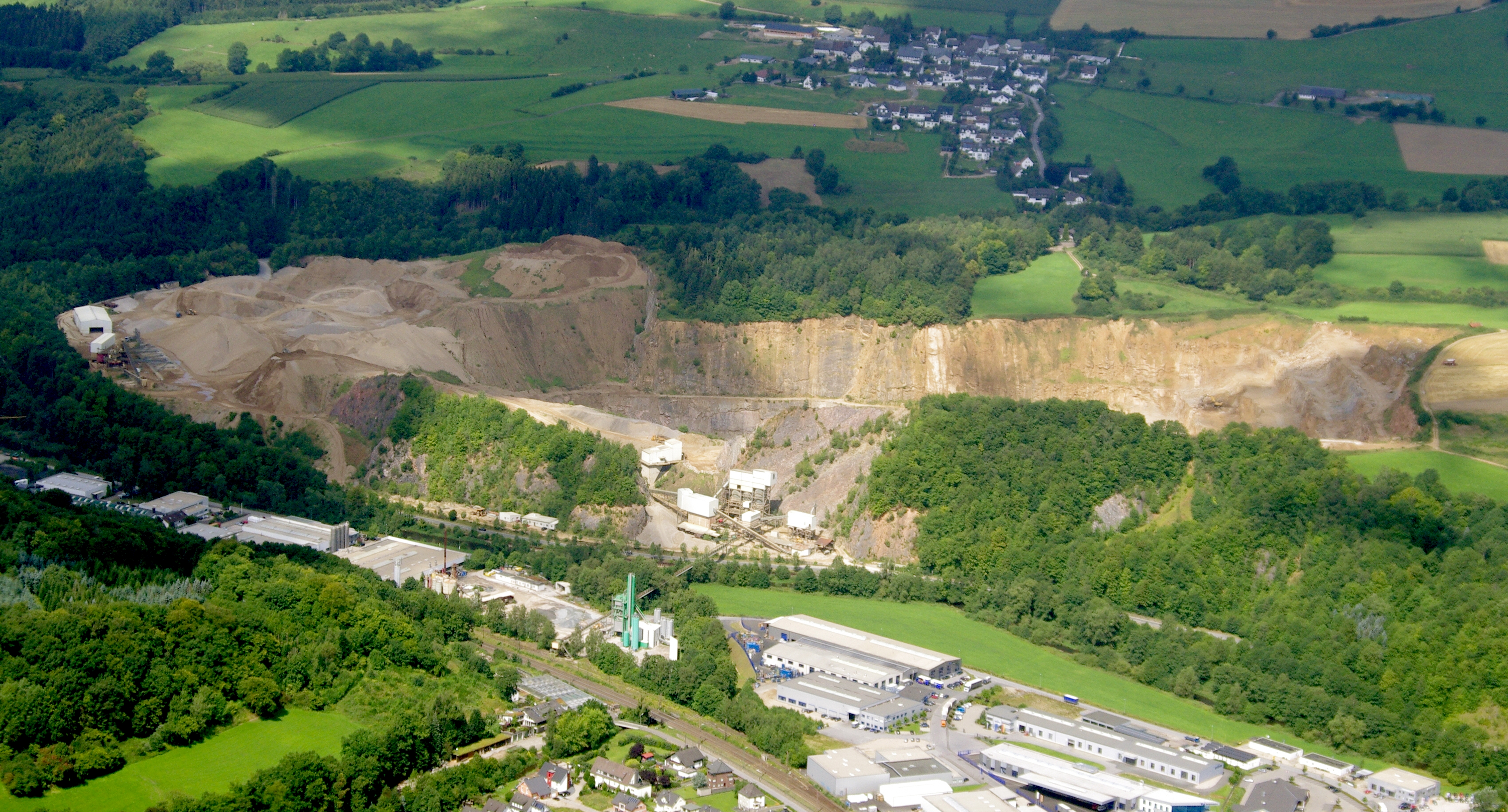
Steinbruch der Kalkwerke Grevenbrück, im Hintergrund Sporke

Auswirkungen auf das wirtschaftliche Umfeld hatten für Grevenbrück u. a. auch: die Gründung der Kalkwerke Grevenbrück (1902), die Abwanderung des Betriebes Kruse Recycling GmbH und damit das Ende der langen Ära einer chemischen Fabrik in Grevenbrück (2001) sowie der Beginn der Rodungs- und Erschließungsarbeiten für das 45.000 m² große Gewerbegebiet auf dem Gelände der ehemaligen Chemischen Fabrik (2001). Bis Mitte 2009 haben sich hier sechs Firmen mit insgesamt 160 Beschäftigten niedergelassen.
Die anlässlich des 875-jährigen Jubiläums 2015 herausgegebene Ortschronik enthält rund 20 Kurzporträts größerer, in Grevenbrück ansässiger Unternehmen. Schwerpunktmäßig handelt es sich dabei um Betriebe aus den Bereichen Autozulieferer, Werkzeug- und Armaturenbau, Kunststofftechnik, Metallbe- und Weiterbearbeitung und Industriehallenbau.

## Verkehr (Bahnhof)

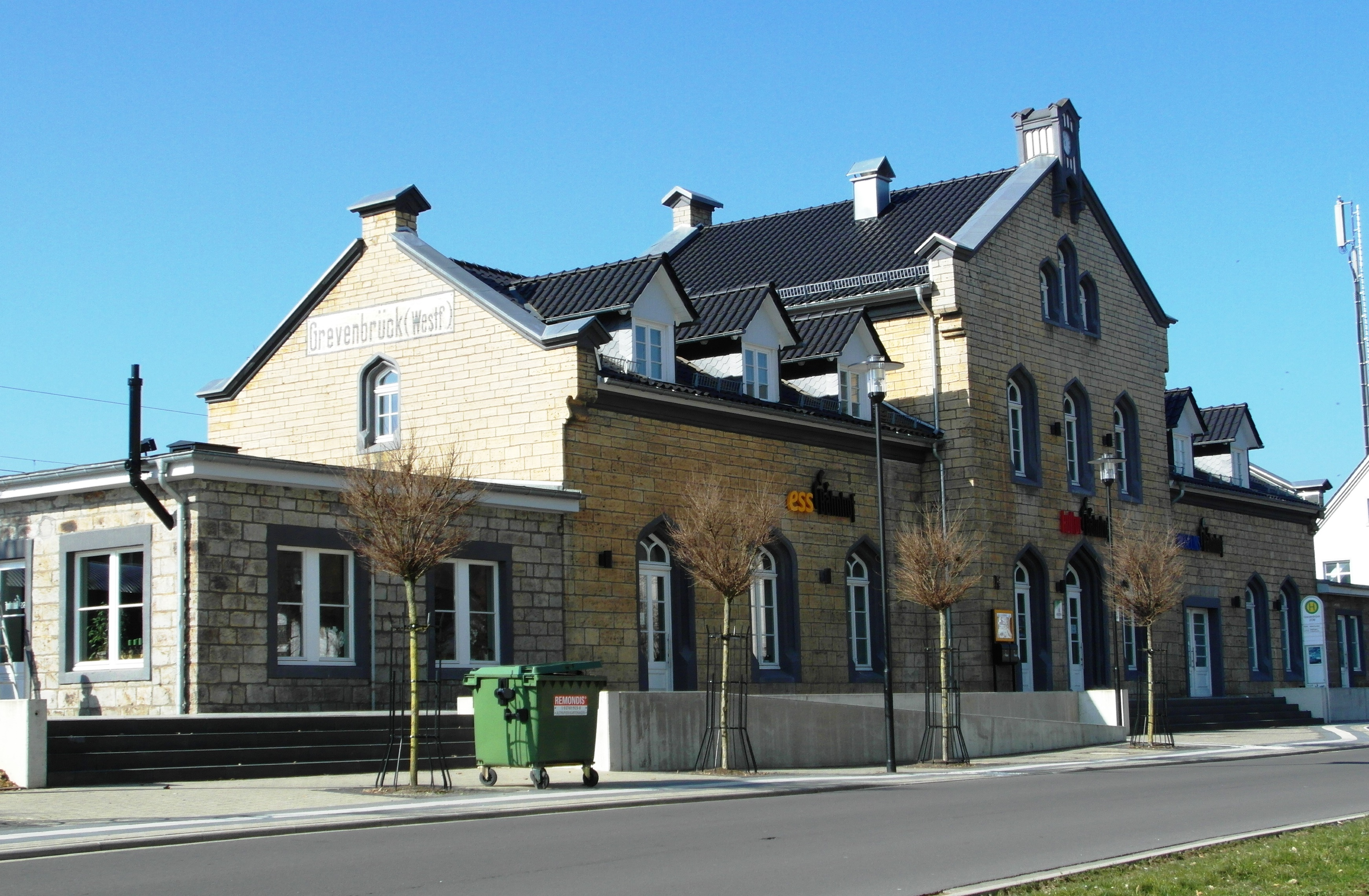
Bahnhof Grevenbrück im Stil der Tudorgotik (Ansicht 2014)

Die im Jahr 1861 eröffnete Ruhr-Sieg-Strecke von Hagen nach Siegen wirkte sich – wie in den nahe gelegenen Orten Meggen, Elspe und Altenhundem – sehr positiv auf das wirtschaftliche Umfeld von Grevenbrück aus und begünstigte die Entstehung von Unternehmen der Eisen- und Metallverarbeitung. Auch Handel und Handwerk profitierten von der Entwicklung. Der Bahnhofsbereich in Grevenbrück wurde grundlegend saniert und modernisiert. Für den Autoverkehr wurde im Jahr 2002 eine Unterführung geschaffen. Eine ebensolche für Fußgänger und Radfahrer folgte im Jahr 2009. Barrierefreiheit ist abgesehen von einer Bahnsteigrampe für Kinderwagen jedoch nicht gegeben. Das Erscheinungsbild des Empfangsgebäudes ist geprägt durch Stilelemente der englischen Tudorgotik, die insbesondere in den gedrückten Spitzbögen der Fenster zum Ausdruck kommt. Das Bahnhofsgebäude wurde umfassend modernisiert und zu einem Ess-, Kultur- und Museumsbahnhof umgestaltet, wobei der Titel „KulturBahnhof“ übergreifend für das Gebäude gilt. Die unter Denkmalschutz stehende Fassade blieb im Zuge der Sanierungsmaßnahmen erhalten, im Innenbereich wurden die historischen Bauphasen des Gebäudes herausgearbeitet und sichtbar gemacht. Der KulturBahnhof hat sich seit seiner Wiedereröffnung Ende 2013 als kultureller und gastronomischer Treffpunkt für die Bürger und Besucher Lennestadts etabliert. Am 23. Oktober 2020 wurde eine interaktive neue Dauerausstellung eröffnet, die durch ihre sehr flexible Ausstellungskonzeption Raum lässt für wechselnde Veranstaltungen und Sonderausstellungen. Die Dauerausstellung mit dem Titel „Fahrt Richtung Zukunft – Die Ruhr-Sieg-Strecke und der Wandel der Mobilität“ dreht sich inhaltlich um die Geschichte der Ruhr-Sieg-Strecke, das Thema Mobilität und deren Herausforderungen in Vergangenheit und Zukunft.
Im Bahnhof Lennestadt-Grevenbrück halten die Züge der Linien RE 34 und RB 91 (Ruhr-Sieg-Bahn). Sie bieten so Verbindungen nach Siegen, Dortmund und Hagen. Das Fahrplanangebot wird um doppelstöckige Intercity 2 der IC-Linie 34 ergänzt. Sechs Zugpaare ersetzen zwischen Siegen und Iserlohn-Letmathe den RE 34 und bedienen fast alle Halte des Regionalverkehrs. Sie können zwischen Dillenburg und Dortmund mit Nahverkehrsfahrkarten benutzt werden und haben in Letmathe Anschluss zum RE 16 (Ruhr-Lenne-Express) in Richtung Hagen, Bochum und Essen. Hagen Hbf wird von der Linie IC/RE 34 umfahren.
| Linie | Verlauf | Takt                                        |
| ----- | --- | ------------------------------------------- |
| RE 34 | Dortmund-Siegerland-Express: Dortmund Hbf – Witten Hbf – Hagen-Hohenlimburg – Iserlohn-Letmathe – Altena (Westf) – Werdohl – Plettenberg – Finnentrop – Lennestadt-Grevenbrück – Lennestadt-Altenhundem – Kirchhundem-Welschen Ennest – Kreuztal – Siegen-Weidenau – Siegen Hbf Stand: Fahrplanwechsel Dezember 2024                                                           | 60 min, 120 min                             |
| IC 34 | von Münster kommend: Dortmund Hbf – Witten Hbf – Iserlohn-Letmathe – Altena (Westf) – Werdohl – Plettenberg – Finnentrop – Lennestadt-Grevenbrück – Lennestadt-Altenhundem – Kreuztal – Siegen-Weidenau – Siegen Hbf – Dillenburg, dann weiter nach Frankfurt (Main) Freigabe für Nahverkehrstickets nur zwischen Dortmund und Dillenburg Stand: Fahrplanwechsel Dezember 2024 | 120 min, 240 min                            |
| RB 91 | Ruhr-Sieg-Bahn: Hagen Hbf – Hohenlimburg – Iserlohn-Letmathe – Altena (Westf) – Werdohl – Plettenberg – Finnentrop – Lennestadt-Grevenbrück – Lennestadt-Meggen – Lennestadt-Altenhundem – Kirchhundem – Kirchhundem-Welschen Ennest – Kreuztal-Littfeld – Kreuztal-Eichen – Kreuztal – Siegen-Geisweid – Siegen-Weidenau – Siegen Hbf Stand: Fahrplanwechsel Dezember 2023    | 60 min (werktags) 120 min (sonn-/feiertags) |

## Sehenswürdigkeiten

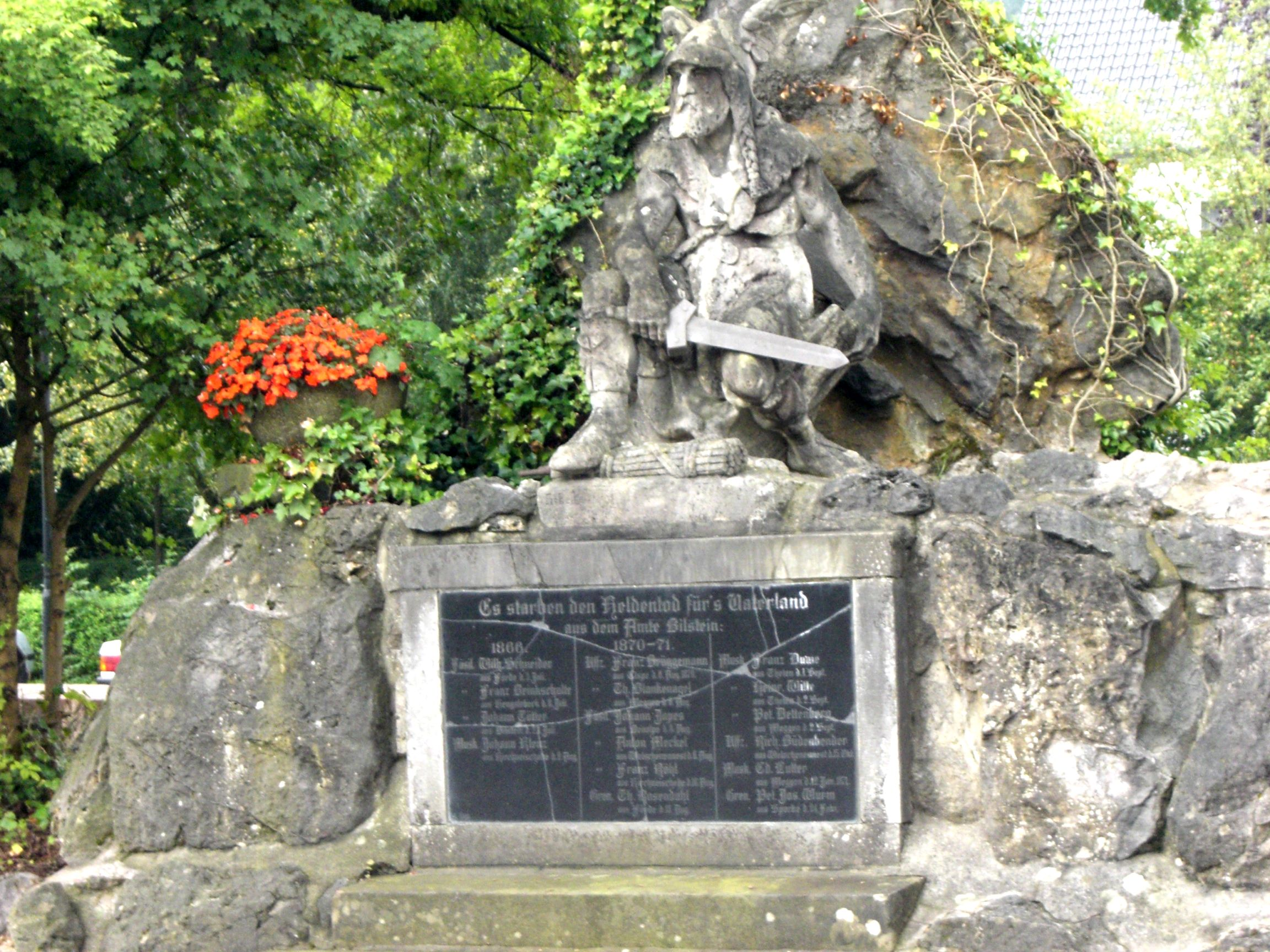
Krieger-Ehrenmal Mälo

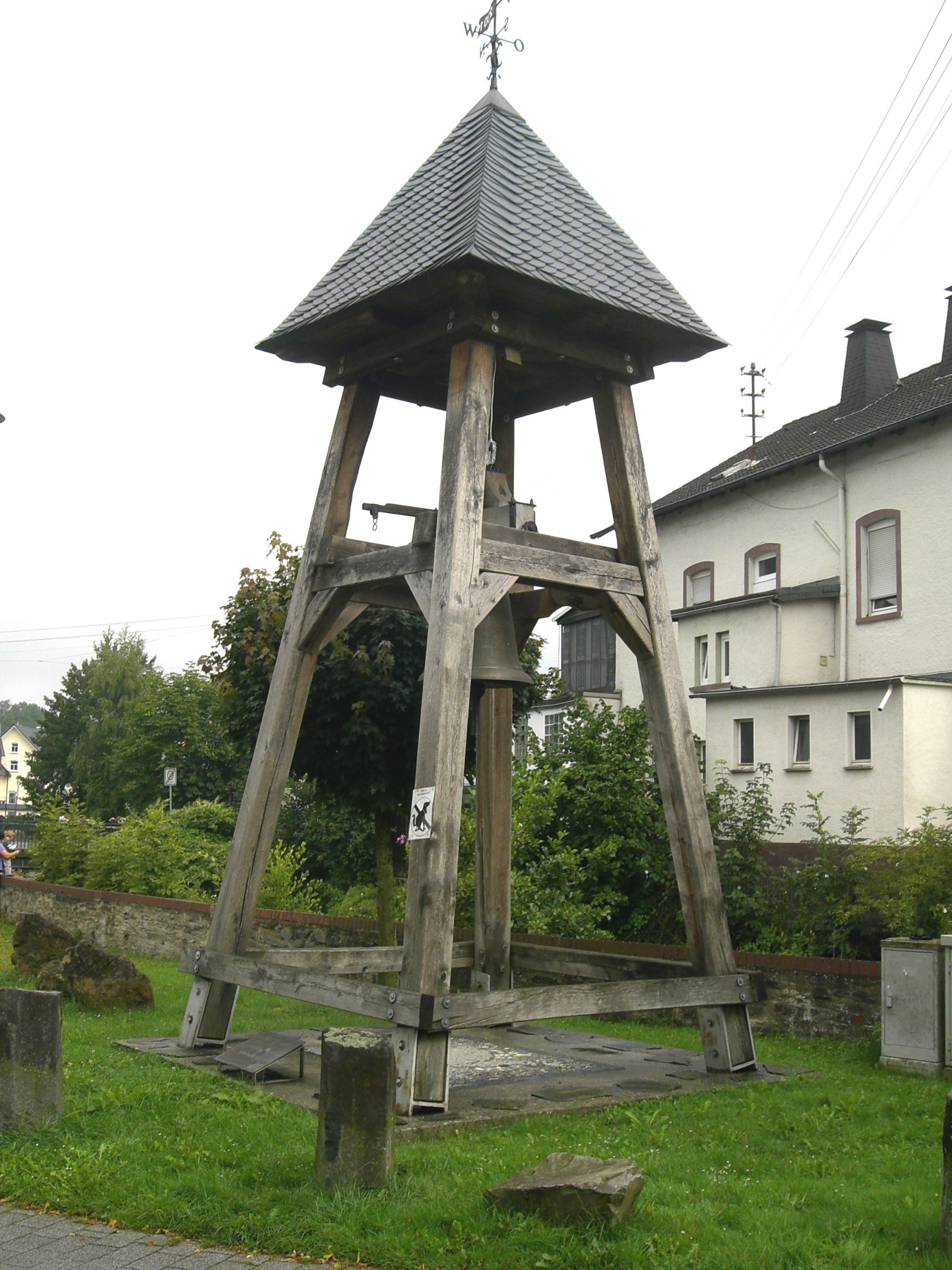
Glockenturm mit einem Nachguss der „Schweineglocke“

Zu den Sehenswürdigkeiten des Ortes zählen zunächst das bereits erwähnte Alte Amtshaus, heute Museum der Stadt Lennestadt, und das renovierte Bahnhofsgebäude. Ferner ist das „Kriegerdenkmal Mälo“ in der Nähe der Pfarrkirche St. Nikolaus zu erwähnen. Es trägt die kniende Abbildung des legendären Sugambrer-Fürsten Mälo und eine Marmortafel mit den Namen der gefallenen Soldaten aus dem Amt Bilstein in den Kriegen 1866 und 1870/71. Das Denkmal mit der Figur des Mälo wurde im Jahr 1904 von dem Grevenbrücker Bildhauer Franz Belke geschaffen, die Gedenktafel aus Marmor schuf der heimische Steinmetz Anton Vogt. Das Denkmal wurde 1981 von einem auswärtigen Restaurator komplett renoviert.
Eine weitere Sehenswürdigkeit ist ein von einem örtlichen Unternehmer im Jahr 2002 gestifteter Nachguss der „Schweineglocke“ am Förder Platz. Das Original der Glocke stammt aus dem 12. Jahrhundert und befindet sich als eine der ältesten Glocken Westfalens im Westfälischen Landesmuseum in Münster. Einer Sage nach soll die sog. Schweineglocke als Burgglocke auf der untergegangenen Burg Förde (Peperburg) gedient haben und später von Schweinen in einer sumpfigen Wiese wieder freigelegt worden sein.
Die Liste der Baudenkmäler in Lennestadt enthält unter der Ortsbezeichnung Grevenbrück weitere sehenswerte historische Bauwerke, auf die dortigen Abbildungen und Beschreibungen sei hier verwiesen. Hervorzuheben ist das im Jahr 1711 errichtete Hofhaus Am Veischedebach.

## Im Zuge struktureller Maßnahmen beseitigte oder sanierte Bauten
Einhergehend mit notwendigen Strukturverbesserungen kam es zu Beseitigungen und der Renovierung früher ortsprägender Bauten. So wurden im Bereich der Ortseinfahrt (Abzweigung B 55/Johannesbrücke) das im Jahr 1870 errichtete Hotel Molitor (seit 2006 nicht mehr genutzt) und ein altes Sägewerk mit repräsentativem Wohngebäude entfernt. Die frei gewordenen Flächen dienten der Verbesserung der Verkehrssituation (früheres Hotelgelände) beziehungsweise der Errichtung eines Autohauses. Das im Jahr 1903 gegenüber dem Bahnhof errichtete Postamt erreichte eine auch überörtlich große Bedeutung, wurde aber wegen grundlegender Veränderungen im Postbetrieb ab 2003 geschlossen. Der Abriss erfolgte Ende 2018; eine neue Nutzung des Grundstücks steht noch aus. Bei den übrigen bedeutsamen Abriss- oder Erneuerungsmaßnahmen handelt es sich um den bereits erwähnten Umbau des Bahnhofs in der Zeit 2007–2013, die Beseitigung des schienengleichen Bahnübergangs für den Autoverkehr (Unterführung 2002) sowie den Abriss des Verwaltungsgebäudes (2007) der Chemischen Werke Kruse Recycling für den Bau einer Fußgängerunterführung.

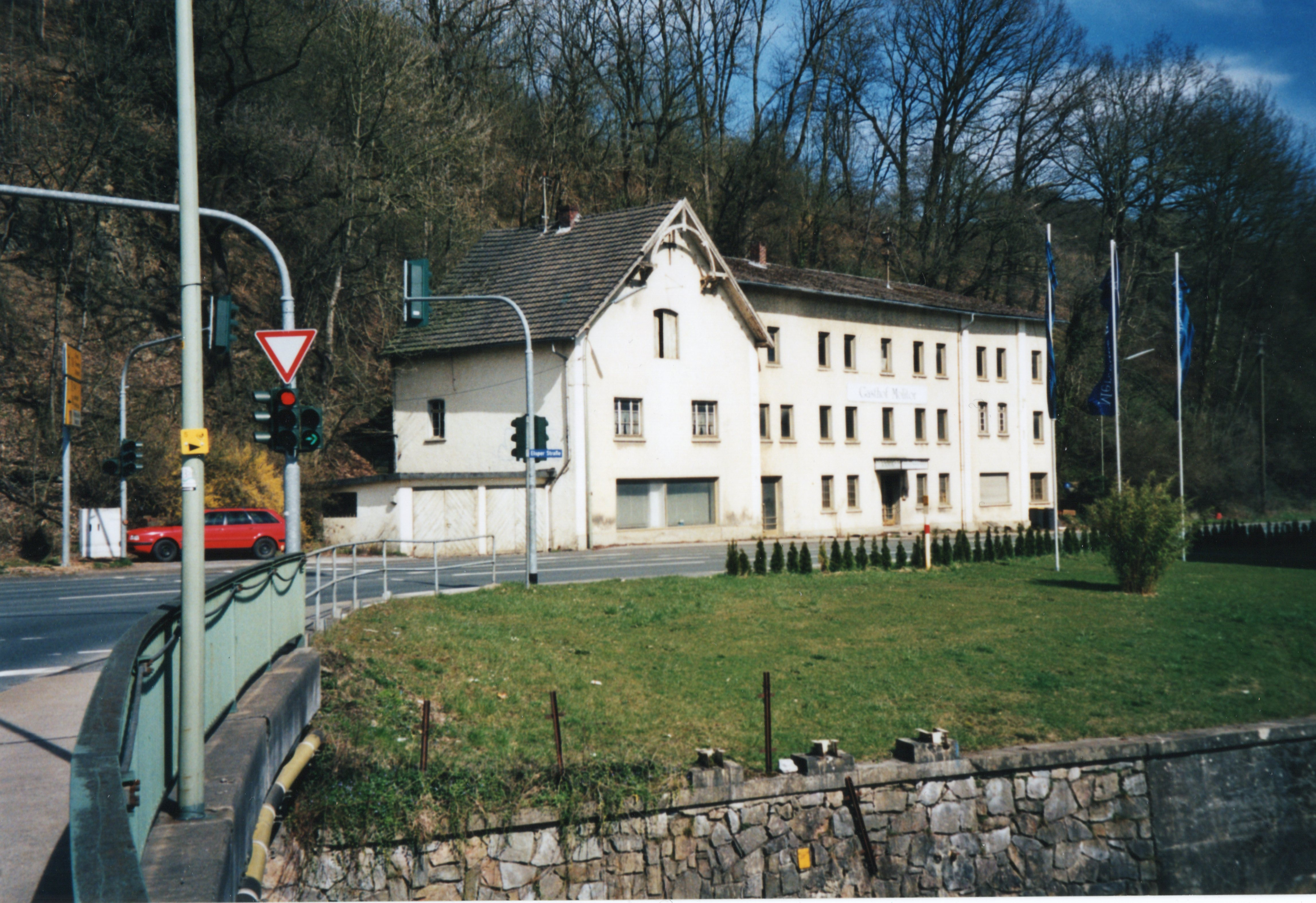
Leerstand Hotel Molitor, Abriss zwecks Verbesserung der Verkehrssituation
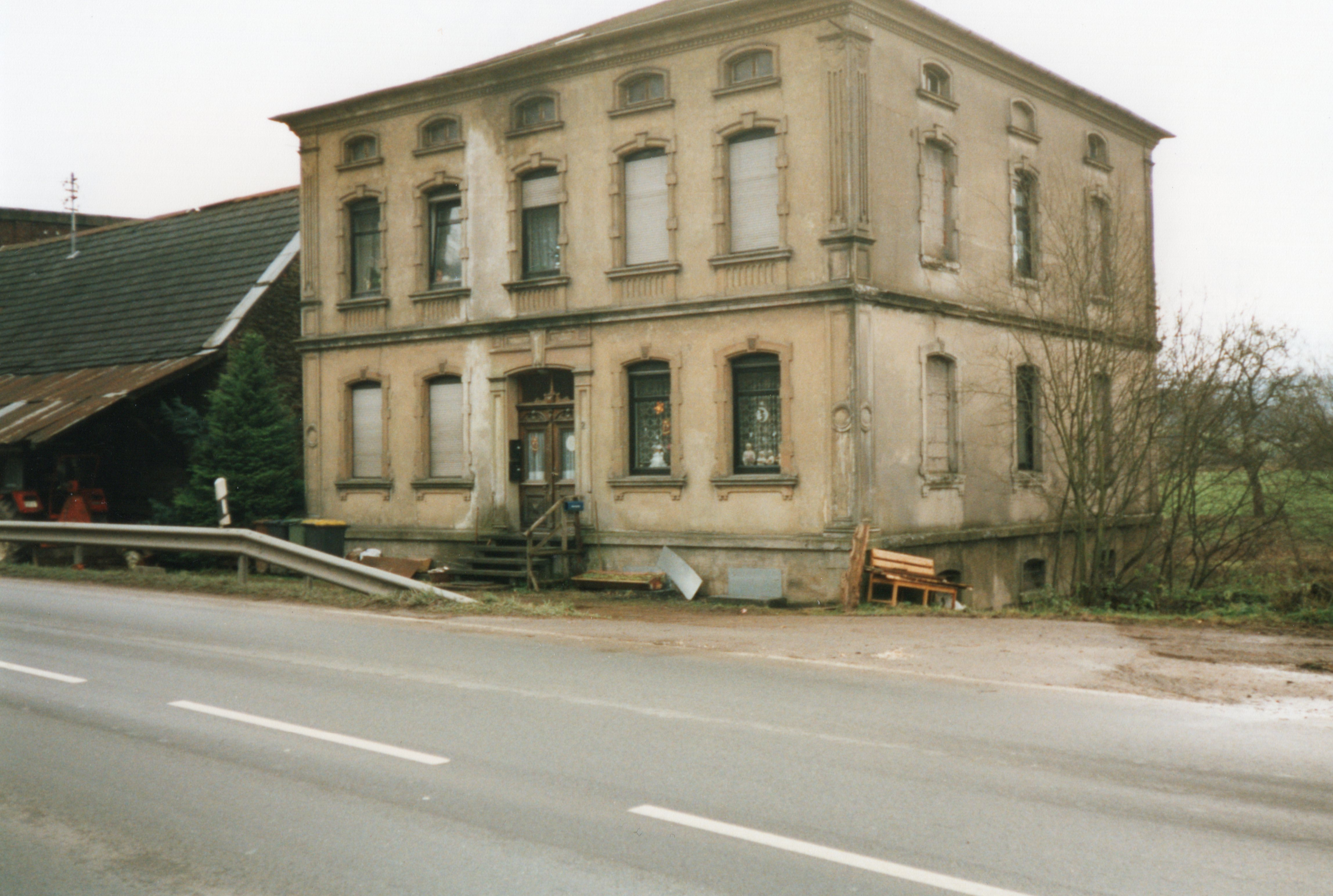
Altes Sägewerk mit Wohnhaus, Abriss zwecks gewerblicher Neuansiedlung
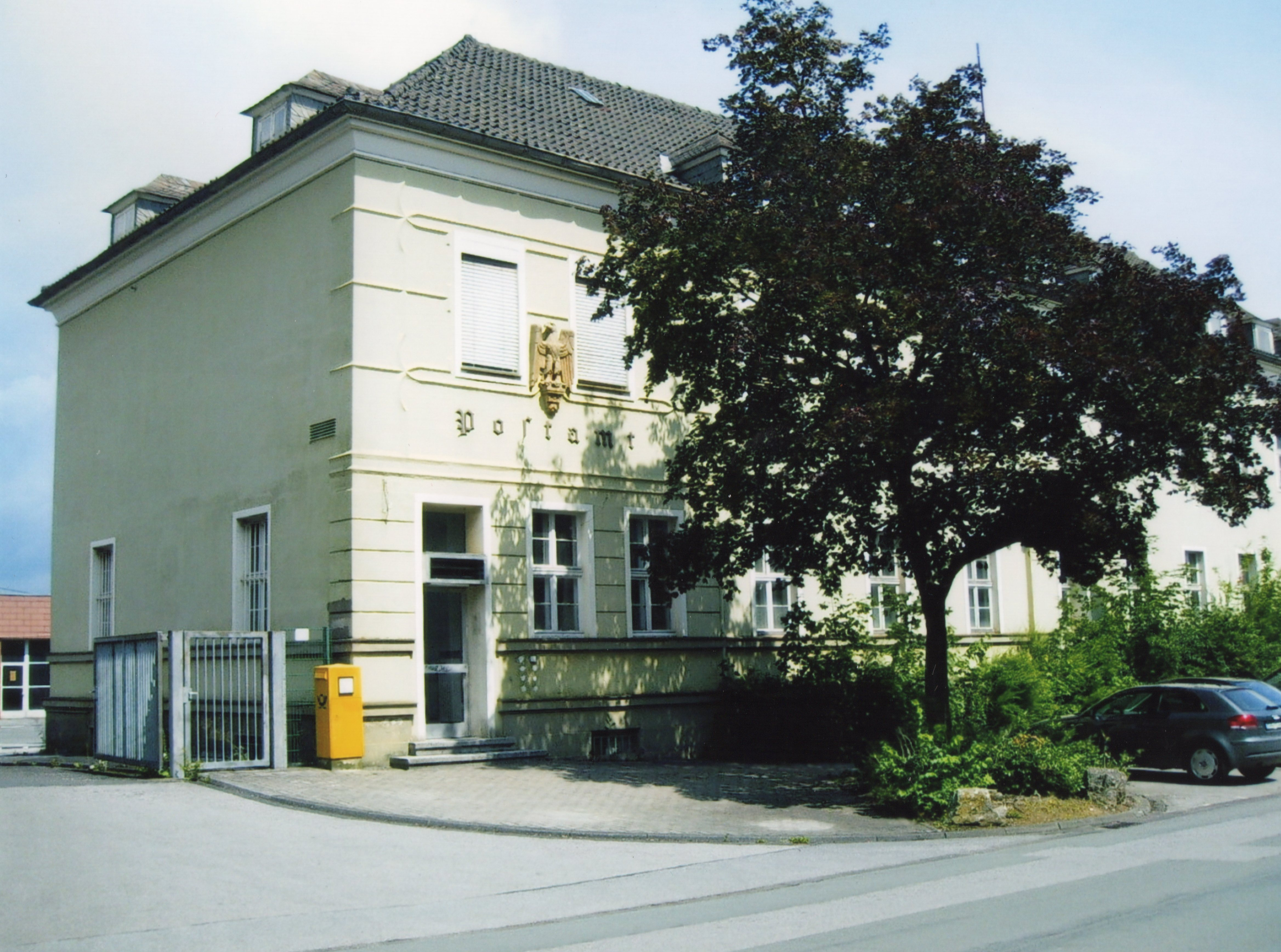
Postamt, Abriss nach Leerstand seit 2003
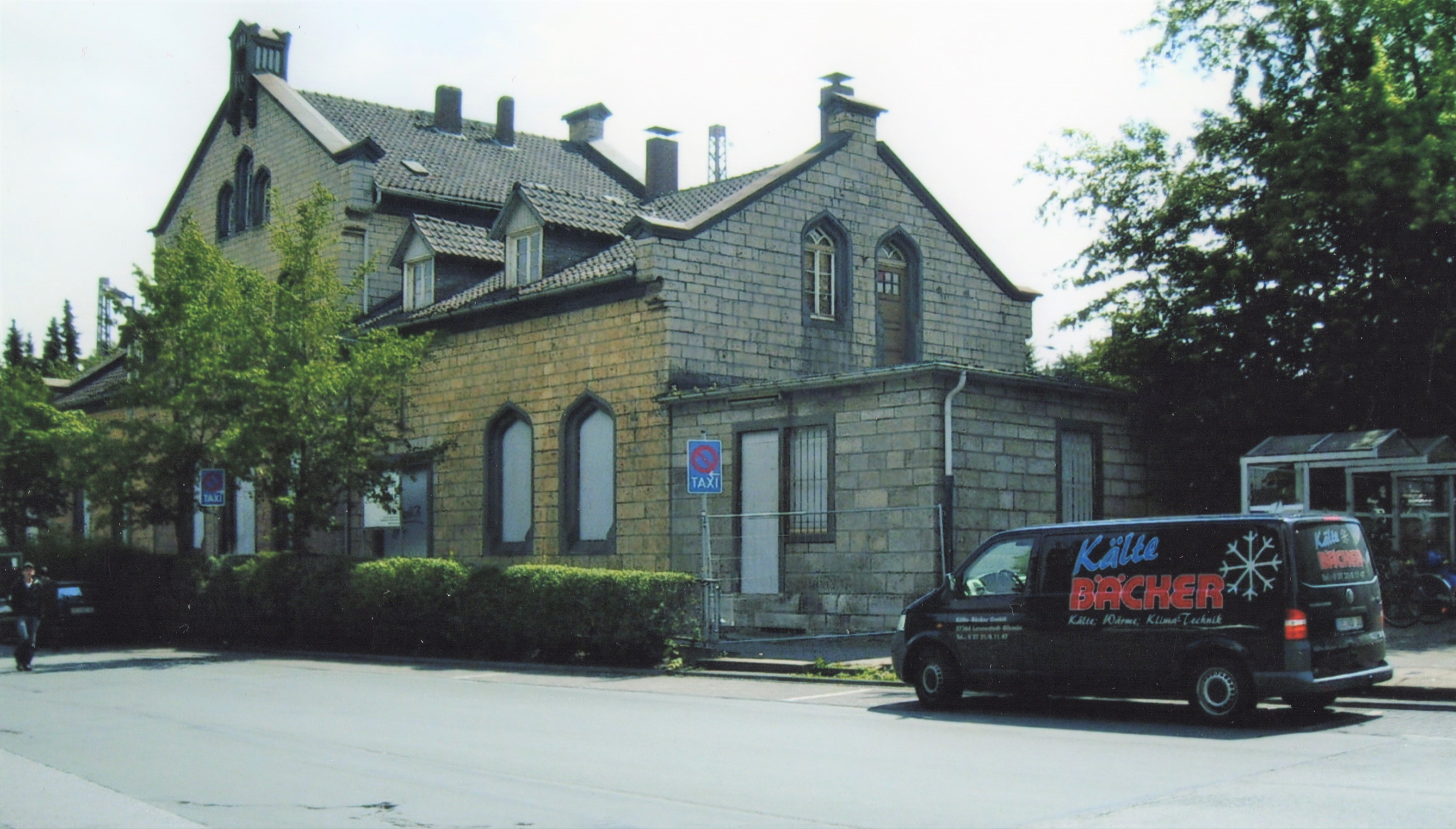
Bahnhofsgebäude Ansicht vor grundlegender Renovierung in 2007–2013
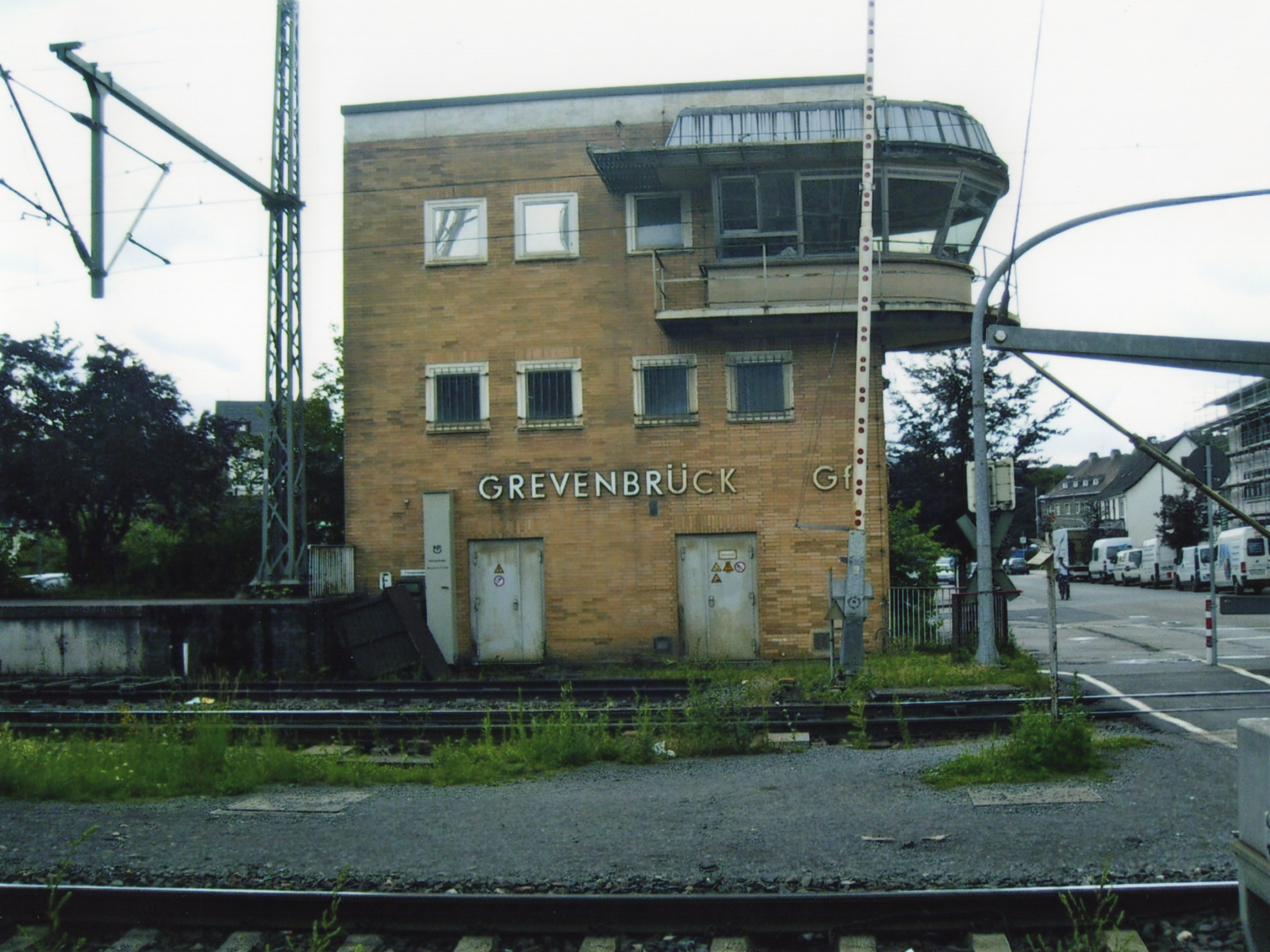
Stellwerk mit Schrankenanlage, Entfernung nach Bau einer Straßenunterführung
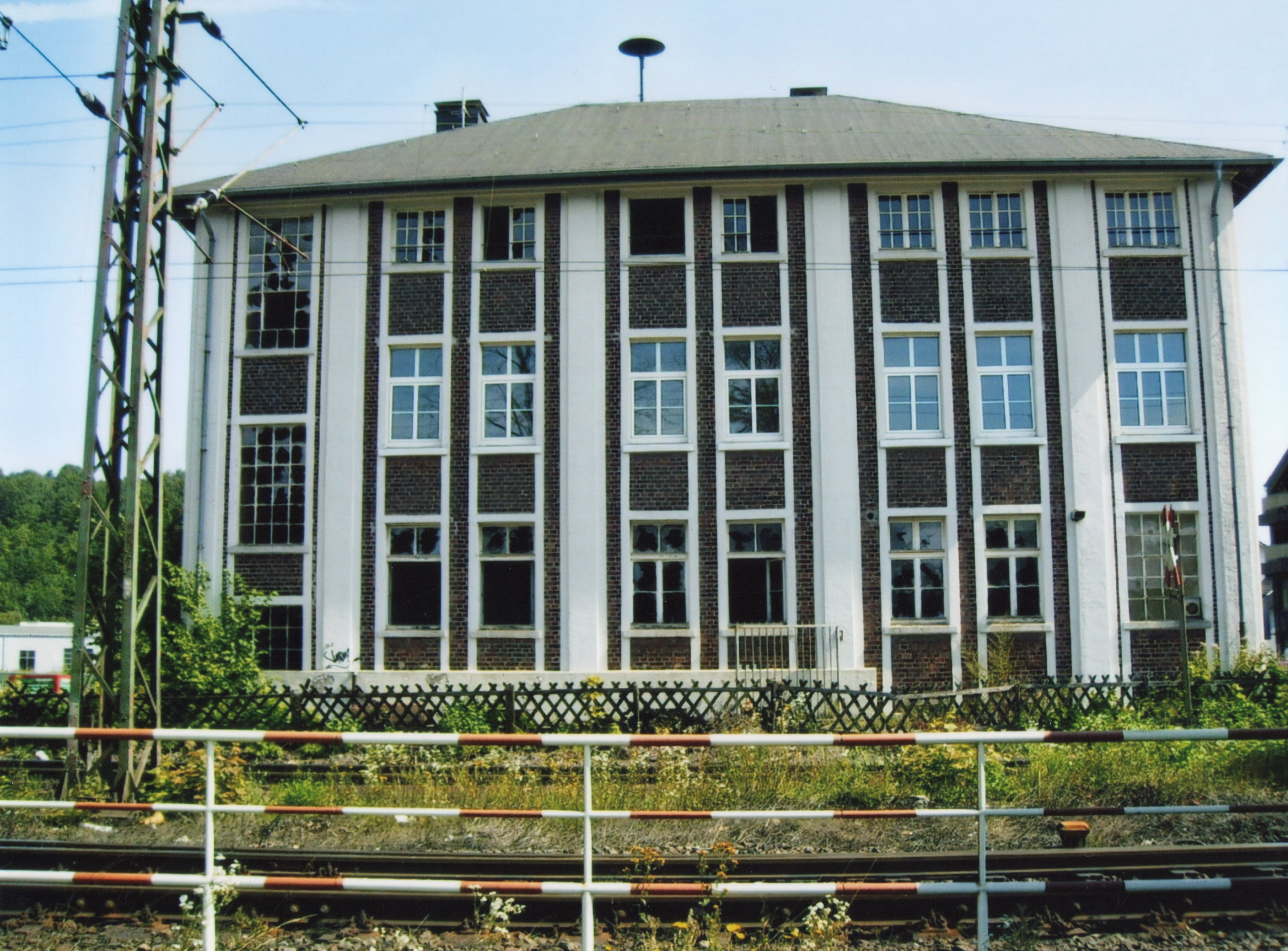
Leerstand Verwaltungsgebäude Chemische Werke, Abriss für Bau einer Fußgängerunterführung

## Vereinsleben
Das Vereinsleben in Lennestadt ist vielfach von langer Tradition geprägt. Auf ein mehr als hundertjähriges Bestehen können acht Vereine aus den Bereichen Musik und Gesang, Wandern, Sport und Schützenwesen zurückblicken. Der im Jahr 1982 gegründete Karnevalsclub Grevenbrück ist durch seine Karnevalsumzüge am „Veilchendienstag“ über die Grenzen Grevenbrücks hinaus bekannt geworden.

## Religion

### Katholische Kirche

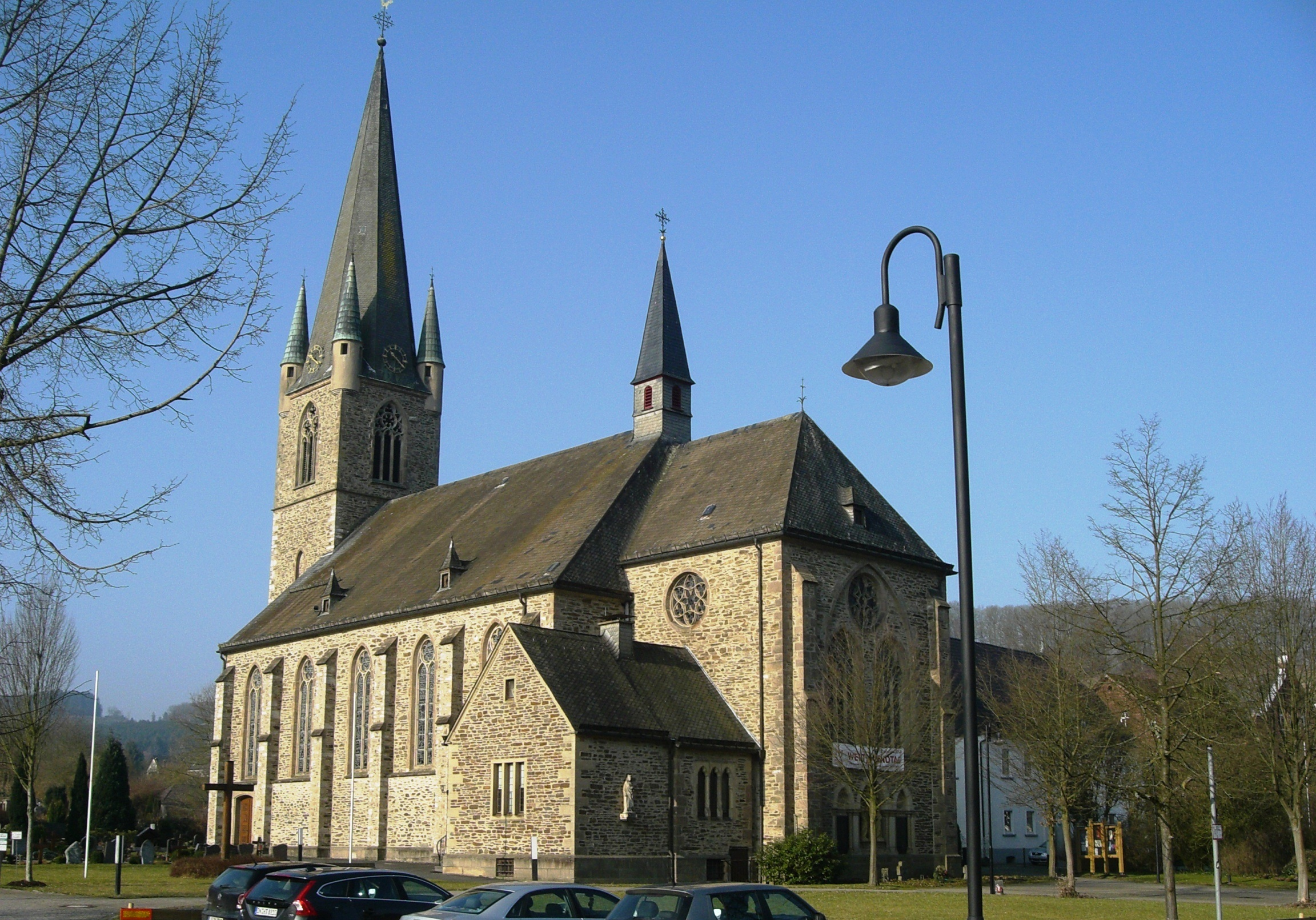
Pfarrkirche St. Nikolaus Grevenbrück

Der weitaus überwiegende Teil der Bevölkerung von Grevenbrück bekennt sich zur katholischen Kirche. Schon im 13. Jahrhundert wurde Förde/Grevenbrück als Kapellengemeinde verzeichnet.
Die heutige Pfarrkirche St. Nikolaus (Grevenbrück) wurde im neugotischen Stil errichtet und im Juli 1887 geweiht. Die Kirche verfügte u. a. bis zur Neugestaltung über kunstvolle Schnitzwerke (Kommunionbänke, Kanzel, Hochaltar und Seitenaltäre), einen komplett erhaltenen Kreuzweg aus neugotischer Zeit sowie eine eindrucksvolle, im Jahr 1908 geschaffene Pieta. Aus Anlass des hundertjährigen Bestehens ihrer Pfarrkirche ließen die Grevenbrücker im März 1987 fünf neue Bronzeglocken gießen. Eine vollständige Innenrenovierung der Kirche wurde mit der Weihe eines neuen Altares am 4. Advent 1998 abgeschlossen.
Die Kirchengemeinde St. Nikolaus gehört zum Pastoralverbund Lennestadt, dem elf weitere Pfarreien und Pfarrvikarien angehören. In dem 2013 geschaffenen Pastoralverbund wurden die früheren vier Pastoralverbünde Lennetal, Meggen-Maumke-Halberbracht, Oene-Elspe-Tal und Veischedetal zusammengeführt.
Weitere Einrichtungen der Kirchengemeinde sind die Kreuzberg-Kapelle in der Gemarkung Bonzel und die Marienkapelle auf dem Kippel.

### Evangelische Kirche

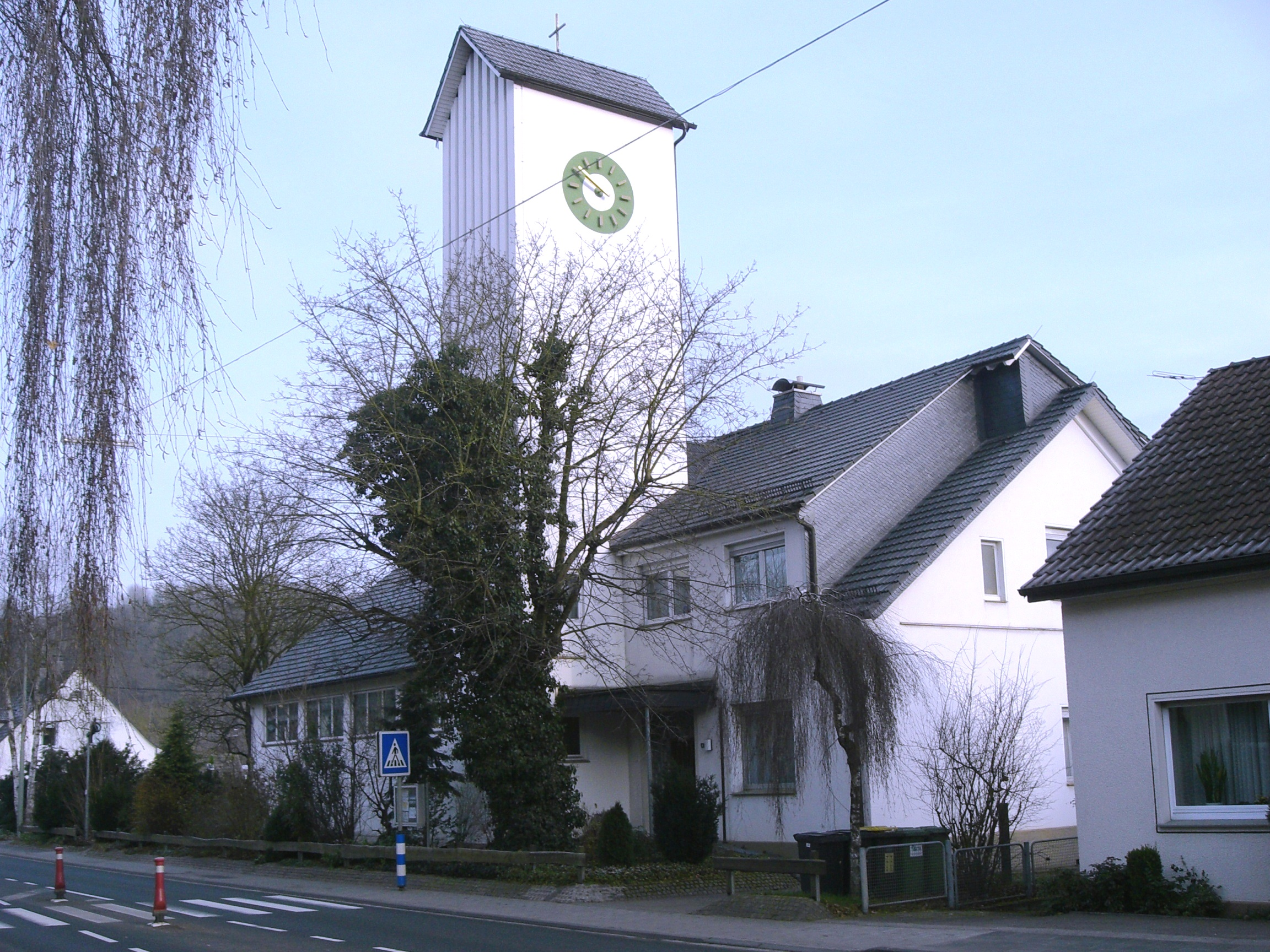
Evangelische Kirche in Grevenbrück

Mit dem Bau der Ruhr-Sieg-Bahn kamen auch evangelische Eisenbahner- und Unternehmerfamilien aus dem Siegerland und aus Hessen in den östlichen Teil des Kreises Olpe. 1895 erbaute man in Grevenbrück eine evangelische Kapelle mit Schulhaus. 1927 wurde die evangelische Kirchengemeinde selbständig. Auch nach dem Ende des Zweiten Weltkrieges fanden zahlreiche evangelische Familien hier eine neue Heimat. Diese Entwicklung führte schließlich dazu, dass in Grevenbrück im Jahre 1965 eine neue evangelische Kirche errichtet wurde. Der schlicht gehaltene Innenraum bietet 150 Gläubigen Platz. Im Jahr 1988 wurde eine neue 27 Register umfassende Orgel installiert. Im Kirchturm befinden sich 3 Glocken, die Glockenschläge der Turmuhr künden den Bewohnern die Stunden.
Die vier evangelischen Kirchengemeinden Grevenbrück, Attendorn, Finnentrop und Lennestadt-Kirchhundem beschäftigen sich in einem Strukturausschuss mit einem Zusammenschluss zwecks Konzentration der Verwaltung. Die Vereinigung ist – vorbehaltlich der Genehmigung übergeordneter Gremien – für Januar 2020 vorgesehen.

## Persönlichkeiten
- Johann Christian Multer (1768–1838), römisch-katholischer Geistlicher, Theologe und Kirchenrechtler